# Зеленобуза амазона
Зеленобузата амазона (Amazona viridigenalis) е вид птица от семейство Папагалови (Psittacidae). Видът е застрашен от изчезване.

## Разпространение и местообитание
Разпространен е в Мексико.